# Anthony Stokes
Anthony Stokes (Dublín, 25 de julio de 1988) es un futbolista profesional irlandés que juega como delantero y se encuentra sin equipo tras abandonar el Livingston F. C. de Escocia.
Stokes comenzó su carrera en el Arsenal, pero fue cedido con éxito al Falkirk en 2006, anotando 14 goles en 16 partidos de la Premier League escocesa. Posteriormente fichó por el Sunderland en un acuerdo de 2 millones de libras, pero tras dos temporadas infructuosas y dos cesiones, volvió al fútbol escocés al fichar con el Hibernian en agosto de 2009. Con los Hibs anotó más de 20 goles en su única temporada completa, lo que le sirvió para fichar por el Celtic poco después del inicio de la siguiente temporada, por un precio de alrededor de 1,2 millones de libras.

## Selección nacional
Ha sido internacional con la selección de Irlanda en 9 ocasiones.

## Estadísticas
Actualizado al 21 de mayo de 2016
| Club                      | Temporada     | Liga | Liga  | Copa | Copa  | Europa | Europa | Total | Total |
| Club                      | Temporada     | PJ   | Goles | PJ   | Goles | PJ     | Goles  | PJ    | Goles |
| ------------------------- | ------------- | ---- | ----- | ---- | ----- | ------ | ------ | ----- | ----- |
| Arsenal                   | 2005-06       | 0    | 0     | 1    | 0     | 0      | 0      | 1     | 0     |
| Arsenal                   | Total         | 0    | 0     | 1    | 0     | 0      | 0      | 1     | 0     |
| Falkirk (cedido)          | 2006-07       | 16   | 14    | 2    | 2     | 0      | 0      | 18    | 16    |
| Falkirk (cedido)          | Total         | 16   | 14    | 2    | 2     | 0      | 0      | 18    | 16    |
| Sunderland                | 2006-07       | 14   | 2     | 0    | 0     | 0      | 0      | 14    | 2     |
| Sunderland                | 2007-08       | 20   | 1     | 0    | 0     | 0      | 0      | 20    | 1     |
| Sunderland                | 2008-09       | 2    | 0     | 1    | 2     | 0      | 0      | 3     | 2     |
| Sunderland                | Total         | 36   | 3     | 1    | 2     | 0      | 0      | 37    | 5     |
| Sheffield United (cedido) | 2008-09       | 12   | 0     | 0    | 0     | 0      | 0      | 12    | 0     |
| Sheffield United (cedido) | Total         | 12   | 0     | 0    | 0     | 0      | 0      | 12    | 0     |
| Crystal Palace (cedido)   | 2008-09       | 13   | 1     | 0    | 0     | 0      | 0      | 13    | 1     |
| Crystal Palace (cedido)   | Total         | 13   | 1     | 0    | 0     | 0      | 0      | 13    | 1     |
| Hibernian                 | 2009-10       | 37   | 21    | 6    | 2     | 0      | 0      | 43    | 23    |
| Hibernian                 | 2010-11       | 3    | 1     | 0    | 0     | 2      | 0      | 5     | 1     |
| Hibernian                 | Total         | 40   | 22    | 6    | 2     | 2      | 0      | 48    | 24    |
| Celtic                    | 2010-11       | 29   | 14    | 6    | 5     | 0      | 0      | 35    | 19    |
| Celtic                    | 2011-12       | 34   | 12    | 8    | 7     | 5      | 2      | 47    | 21    |
| Celtic                    | 2012-13       | 17   | 5     | 5    | 2     | 1      | 0      | 23    | 7     |
| Celtic                    | 2013-14       | 1    | 2     | 0    | 0     | 5      | 0      | 6     | 2     |
| Celtic                    | 2014-15       | 21   | 7     | 4    | 0     | 9      | 0      | 34    | 7     |
| Celtic                    | 2015-16       | 1    | 0     | 0    | 0     | 1      | 0      | 2     | 0     |
| Celtic                    | Total         | 103  | 40    | 23   | 14    | 21     | 2      | 147   | 56    |
| Hibernian                 | 2015-16       | 14   | 5     | 1    | 0     | 0      | 0      | 14    | 5     |
| Hibernian                 | Total         | 14   | 5     | 1    | 0     | 0      | 0      | 14    | 5     |
| Blackburn Rovers          | 2016-17       | 12   | 5     | 4    | 3     | 0      | 0      | 16    | 8     |
| Blackburn Rovers          | Total         | 12   | 5     | 4    | 3     | 0      | 0      | 16    | 8     |
| Apollon Smyrnis           | 2017-18       | 4    | 0     | 0    | 0     | 0      | 0      | 4     | 0     |
| Apollon Smyrnis           | Total         | 4    | 0     | 0    | 0     | 0      | 0      | 4     | 0     |
| Tractor                   | 2018-19       | 23   | 11    | 0    | 0     | 0      | 0      | 23    | 11    |
| Tractor                   | Total         | 23   | 11    | 0    | 0     | 0      | 0      | 23    | 11    |
| Adana Demispor            | 2019-20       | 6    | 1     | 0    | 0     | 0      | 0      | 6     | 1     |
| Adana Demispor            | Total         | 6    | 1     | 0    | 0     | 0      | 0      | 6     | 1     |
| Persepolis                | 2020-21       | 3    | 0     | 0    | 0     | 0      | 0      | 3     | 0     |
| Persepolis                | Total         | 3    | 0     | 0    | 0     | 0      | 0      | 3     | 0     |
| Total carrera             | Total carrera | 301  | 111   | 44   | 27    | 23     | 2      | 354   | 138   |

## Palmarés
Sunderland
- Football League Championship (1): 2006–07

Celtic
- Scottish Premier League (2): 2011-12, 2012-13
- Copa de Escocia (2): 2011, 2013

### Individual
- Jugador joven del mes de la Scottish Premier League (3): octubre de 2006, noviembre de 2006, diciembre de 2009
- Gol de la temporada (1): 2009–10 vs. Rangers